# Paederota lutea
Paederota lutea är en grobladsväxtart som beskrevs av Giovanni Antonio Scopoli. Paederota lutea ingår i släktet Paederota och familjen grobladsväxter. Inga underarter finns listade i Catalogue of Life.

## Bildgalleri

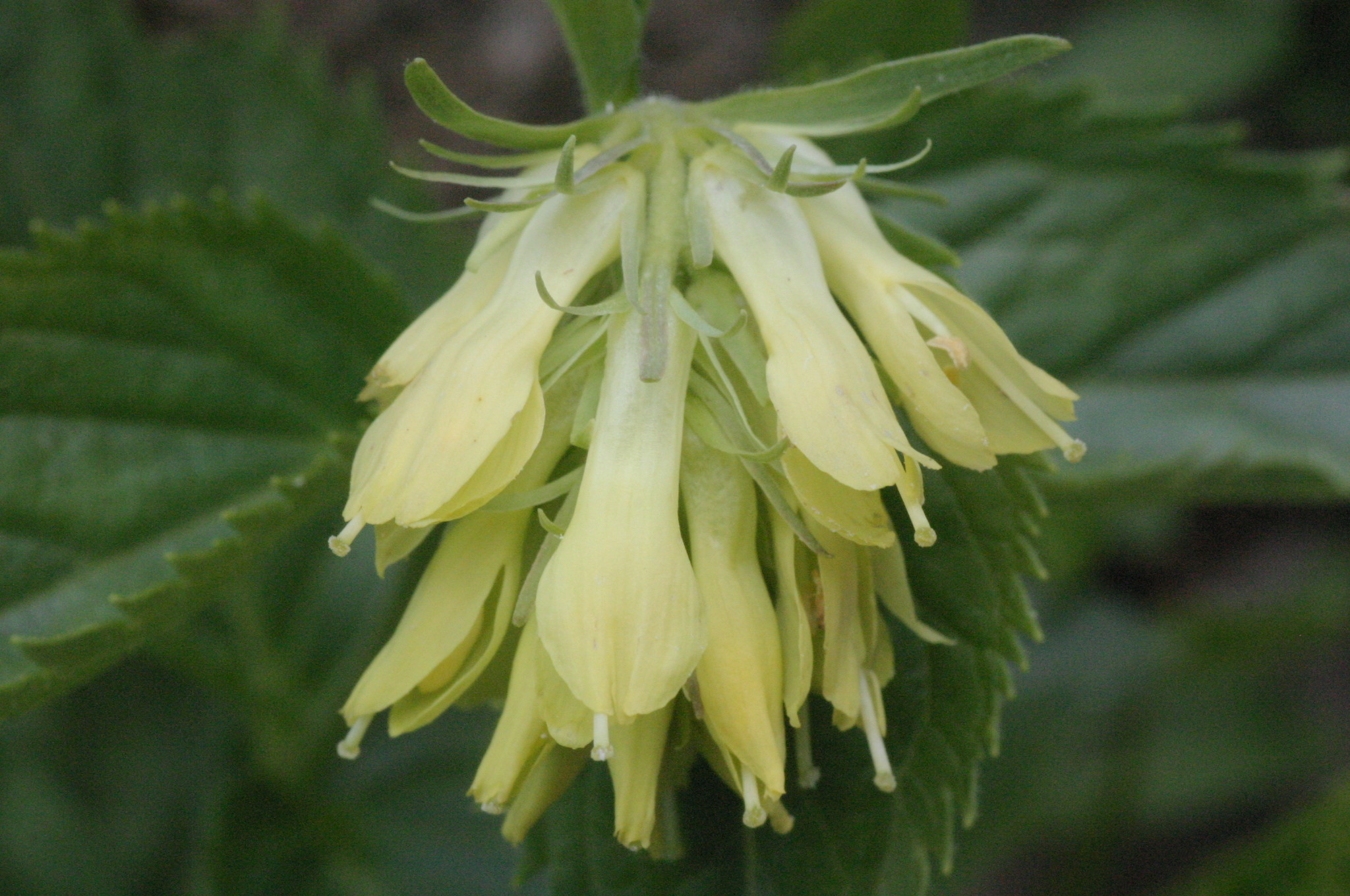
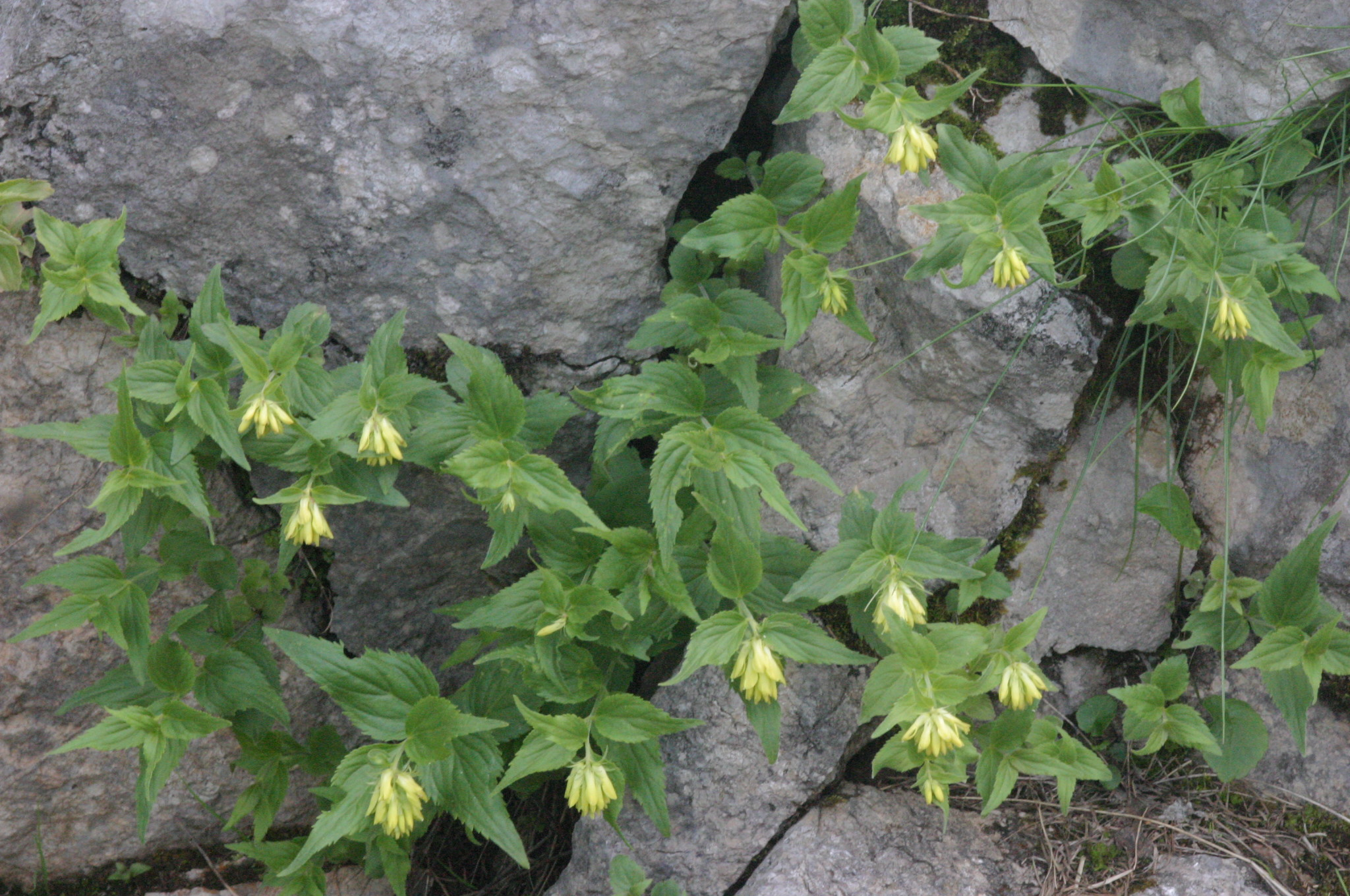
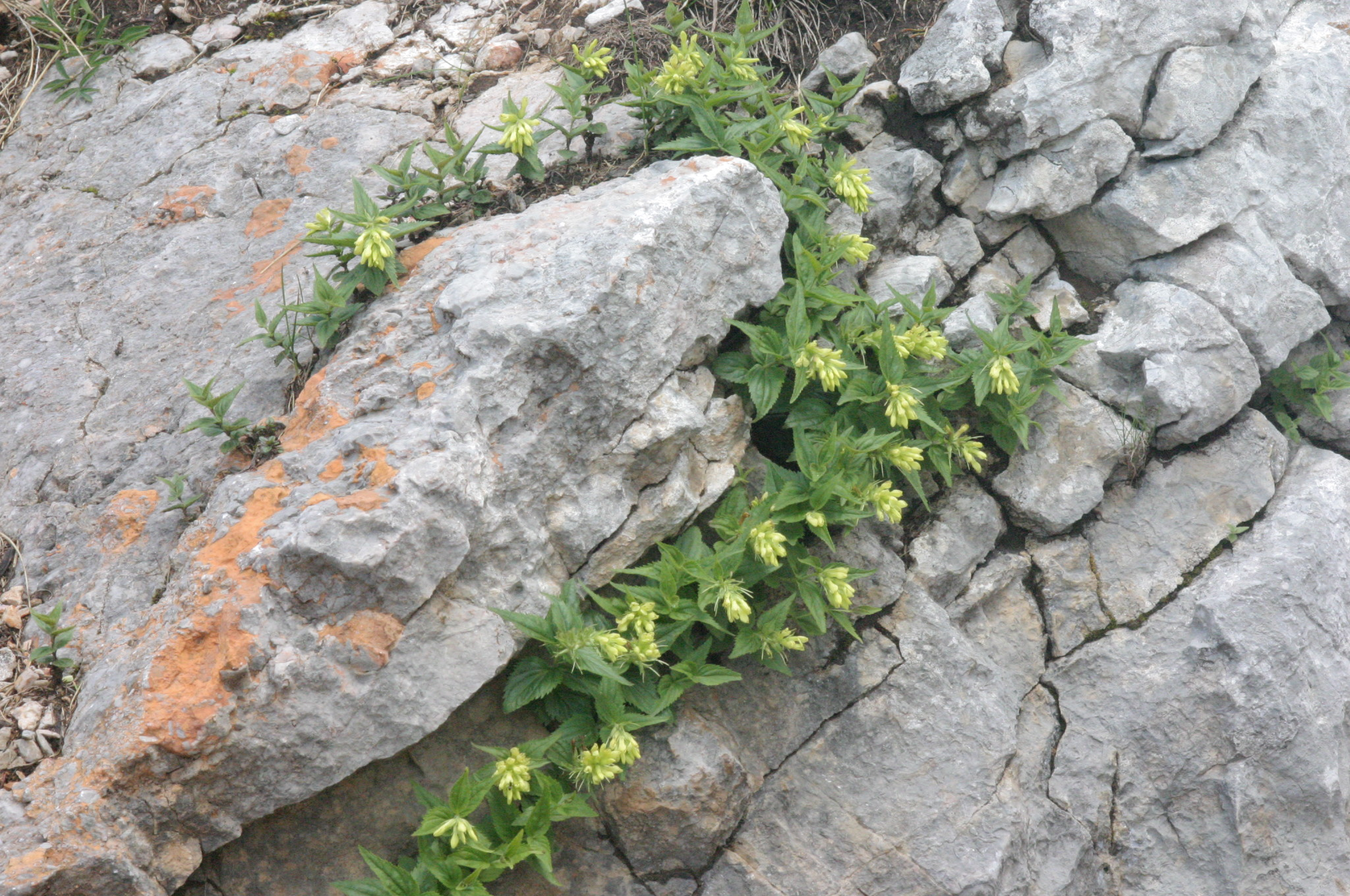
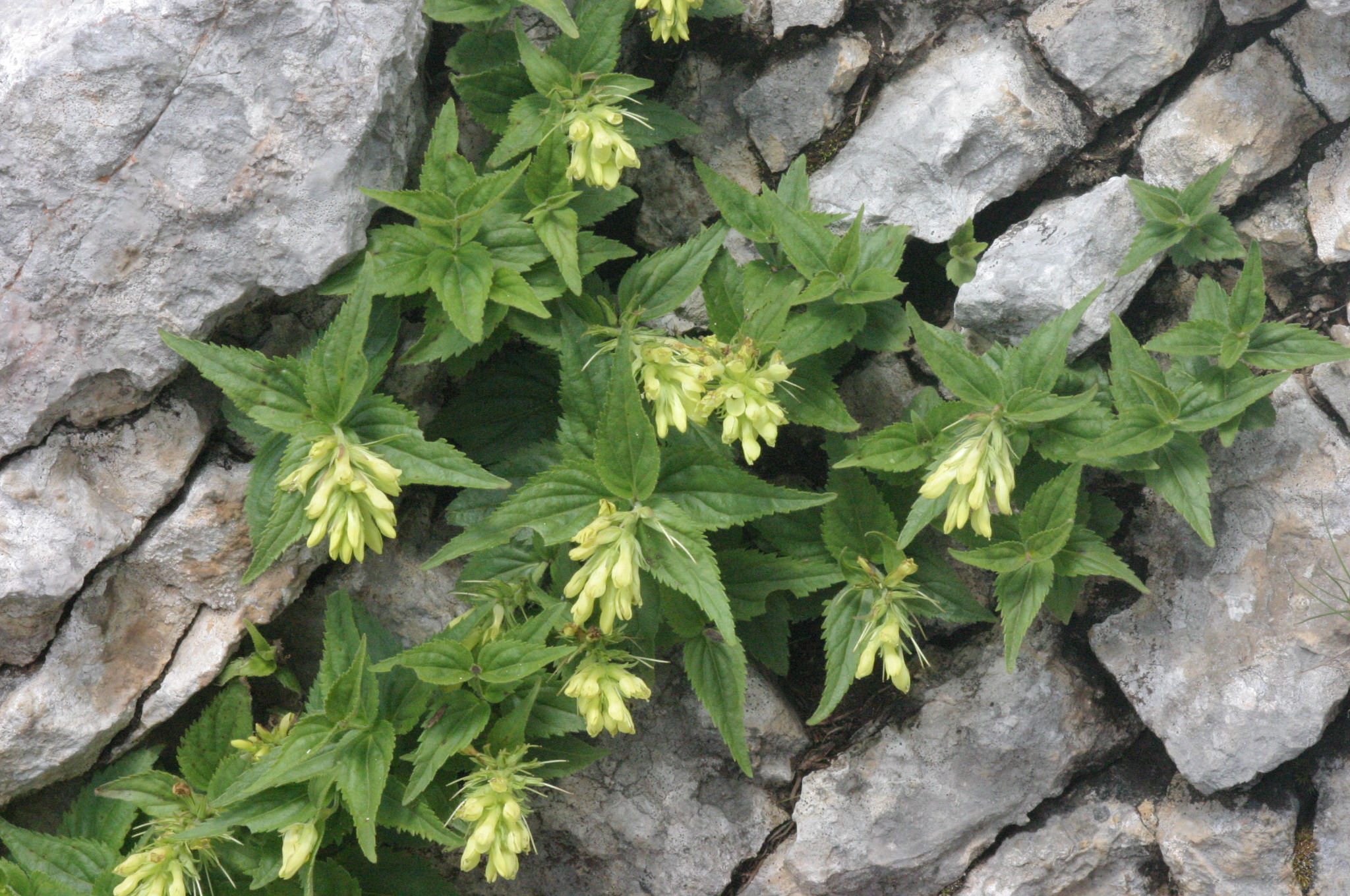
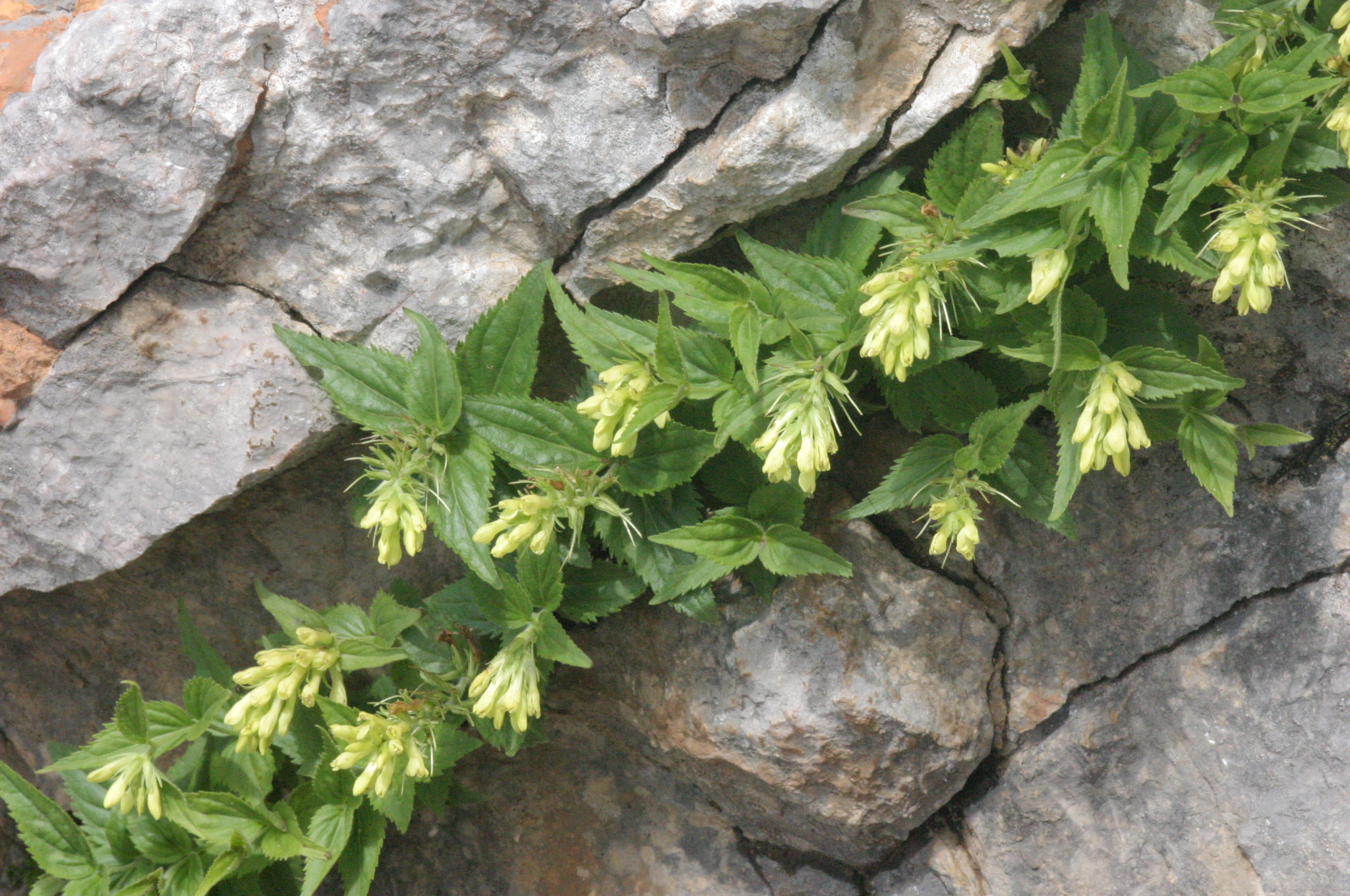
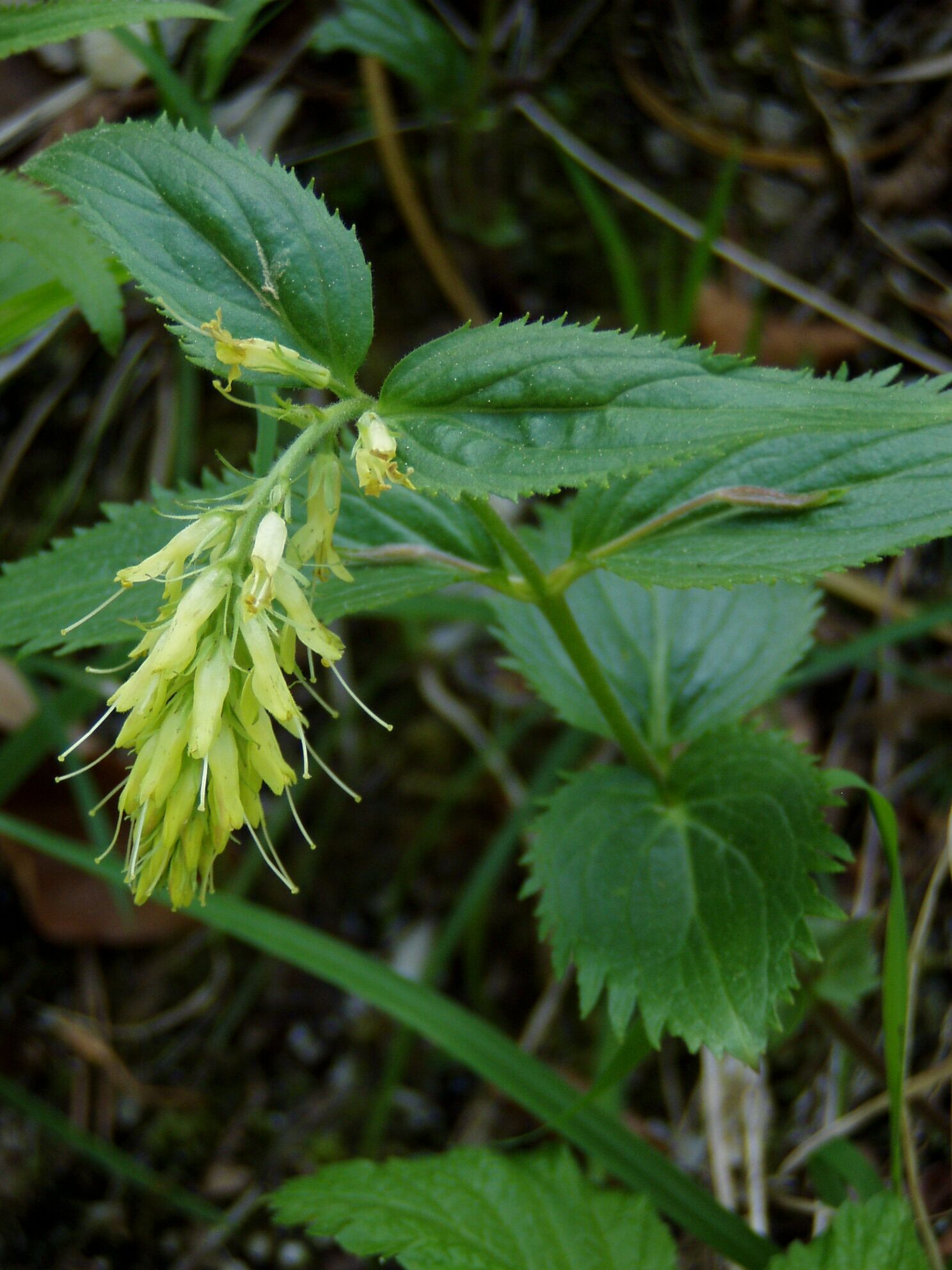